# Georges Claude
Georges Claude (ur. 24 września 1870 w Paryżu, zm. 23 maja 1960 w Saint-Cloud) – francuski fizyk i wynalazca.

## Życiorys
W 1902 roku, wraz z przedsiębiorcą Paulem Delorme założyli przedsiębiorstwo Air Liquide, wykorzystujące skraplanie powietrza do produkcji tlenu na dużą skalę.
Również ok. 1902 jako pierwszy uzyskał światło przepuszczając prąd elektryczny przez zapieczętowaną rurę zawierającą gaz obojętny (neon). Z tego względu jest uważany za wynalazcę lampy neonowej.
Był zdeklarowanym nacjonalistą, działającym w Akcji Francuskiej.